# ديفيد وايلي
ديفيد وايلي (بالإنجليزية: David Wylie)‏ هو لاعب كرة قدم بريطاني في مركز حراسة المرمى، ولد في 4 أبريل 1966 في جونستون ‏ في المملكة المتحدة. لعب مع نادي غرينوك مورتون ونادي كلايد.

## وصلات خارجية
- ديفيد وايلي على موقع Soccerbase.com (لاعب) (الإنجليزية)